# Thomas Holenstein (Politiker, 1896)

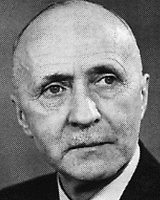
Thomas Holenstein

Thomas Holenstein (* 7. Februar 1896 in St. Gallen; † 31. Oktober 1962 in Muralto; heimatberechtigt in Bütschwil)  war ein Schweizer Politiker (CVP).

## Leben

### Familie
Thomas Holenstein wurde als Spross eines alteingesessenen Toggenburger Geschlechts geboren und war der Sohn des Politikers Thomas Holenstein und dessen Ehefrau Maria Karolina, die Tochter des Kaufmanns Joseph Anton Hartmann.
Er war mit der Schwedin Anna (geb. Harden) aus Karlskrona verheiratet.

### Werdegang
Die schulische Ausbildung von Thomas Holenstein erfolgte auf dem Gymnasium (siehe Kantonsschule am Burggraben) in St. Gallen, in deren Anschluss er Rechtswissenschaften auf den Universitäten in Basel, Genf und Bern studierte, wo er 1920 unter der Anleitung von Eugen Huber, dem Schöpfer des Schweizerischen Zivilgesetzbuches, mit einer Dissertation über das Wohnsitzrecht promovierte.  
Im Anschluss an sein Studium trat er in das väterliche Advokaturbüro in St. Gallen ein, wo er seine berufliche Laufbahn als Anwalt begann. Ausserdem war er Dozent an der Handelshochschule St. Gallen, wo er Vorlesungen über Obligationenrecht, Versicherungsrecht und andere relevante Themen hielt.
Von 1934 bis 1939 war er stellvertretender Präsident sowie von 1939 bis 1943 Ersatzrichter am Kriminalgericht Liechtenstein.
Sein politisches Engagement startete Thomas Holenstein 1927 mit dem Einzug in den Gemeinderat der Stadt St. Gallen, wo er in der Legislative tätig wurde. Zwischen 1930 und 1935 übernahm er die Präsidentschaft der jungkonservativen Bewegung im Kanton St. Gallen. Seine politische Karriere setzte sich fort, als er von 1936 bis 1954 Mitglied des St. Galler Grossrats war und, als Nachfolger des verstorbenen Johannes Müller (1883–1937), zwischen 1937 und 1954 im Nationalrat saß, wo er 1952 das Präsidium innehatte. In diesen Ämtern trat Thomas Holenstein als überzeugter antietatistischer Föderalist auf, der sich für die Stärkung der kantonalen Autonomie einsetzte.
Im Jahr 1942 wurde Thomas Holenstein von der katholisch-konservativen Fraktion der Bundesversammlung zum Präsidenten gewählt; ein Amt, in dem er während schwieriger Zeiten für die Partei Brücken bauen konnte. Dieses Amt bekleidete er bis zu seiner Wahl in den Bundesrat im Jahr 1954. Am 16. Dezember 1954 wurde er als erster katholisch-konservativer Politiker aus einem Nicht-Stammlandkanton in die Landesregierung gewählt, was einen bedeutenden Schritt für die politische Diversität in der Schweiz darstellte.
Im Bundesrat übernahm Thomas Holenstein als erster Christdemokrat das Volkswirtschaftsdepartement und prägte die wirtschaftspolitische Grundkonzeption der Schweiz. Er befürwortete Staatsinterventionen nur dort, wo sie unbedingt notwendig waren. Trotz der wirtschaftlichen Stabilität und Vollbeschäftigung in dieser Zeit stand er als Schiedsrichter im Spannungsfeld zwischen Löhnen und Preisen vor Herausforderungen. In dieser Rolle war er besonders in der Außenwirtschafts- und Landwirtschaftspolitik gefordert. Die geopolitischen Entwicklungen, insbesondere die 1958 provisorische Teilnahme der Schweiz am Zoll- und Handelsabkommen GATT sowie die Gründung der Europäischen Wirtschaftsgemeinschaft (EWG), prägten seine Amtszeit. Zu seinen wichtigsten Leistungen gehörte die Zolltarifrevision und er setzte sich aktiv für die Gründung einer Freihandelszone für Nicht-EWG-Staaten, die EFTA, ein. Unter seiner Leitung wurden bedeutende Gesetze wie das neue Uhrenstatut, das Bundesgesetz über die Allgemeinverbindlichkeit von Gesamtarbeitsverträgen und das revidierte Arbeitslosenversicherungsgesetz verabschiedet. Seine Amtszeit umfasste auch bedeutende gesetzliche Erlassungen zur Entschuldung der Landwirtschaft, Regelungen für das Hotelgewerbe sowie Revisionen des Preiskontrollregimes. In seiner Amtszeit setzte er bedeutende Vorlagen im Bereich Landwirtschaft um, darunter die neue Käsemarktordnung, die Revision des Tierseuchengesetzes und Maßnahmen zur Milderung landwirtschaftlicher Schäden. Er war auch mit der Fortführung der Preiskontrolle, insbesondere im Bereich der Mietpreise, sowie der Erhaltung der Hotellerie betraut. Zudem reformierte er das Bundesgesetz über die Exportrisikogarantie.
Er war dazu Präsident der Eidgenössischen Bankenkommission.
Der Bundesrat hatte ihm das Präsidium der Schweizerischen Genossenschaft für Getreide und Futtermittel anvertraut und er war als geschätzter Ratgeber in verschiedenen Wirtschaftsunternehmen gefragt.
Im Jahr 1957 wurde er zum Vizepräsidenten und 1958 zum Bundespräsidenten gewählt, eine weitere Auszeichnung seiner politischen Karriere. Am 20. November 1959, gesundheitlich stark angeschlagen, erklärte Thomas Holenstein seinen Rücktritt aus dem Bundesrat. Mit seinem Amtsverzicht ermöglichte er zusammen mit drei weiteren Rücktritten die Umsetzung der Zauberformel.
Als junger Leutnant erlebte er den Grenzdienst im Ersten Weltkrieg und schloss seine militärische Karriere als Oberst ab.
Er verstarb während eines Ferienaufenthaltes im Tessin in Muralto bei Locarno.

## Schriften
- Der privatrechtliche Wohnsitz im schweizerischen Recht. St. Gallen, 1922.